# Kuwait Petroleum International
 For alternative betydninger, se KPI.
Kuwait Petroleum International (KPI) eller Q8 er et kuwaitisk olieselskab, der bl.a. driver Q8-tankstationer.
Navnet Q8 udtales 'kju-æit' – den engelske udtale af Kuwait, og Q8’s logo med to sejl er inspireret af det arabiske handelsskib ’Dhow’en som stadig bruges i mellemøsten.
KPI driver over 4.700 Q8 servicestationer i syv europæiske lande - Danmark, Sverige, Italien, Tyskland, Holland, Belgien og Luxembourg. I Danmark og Sverige ejer KPI halvdelen af det skandinaviske selskab OKQ8 Scandinavia, som driver OKQ8-brandet i Sverige og Q8-brandet i Danmark samt IDS og automatstationerne F24 og OKQ8 Minipris. Den anden halvdel af OKQ8 Scandinavia ejes af det svenske OK ekonomisk förening.

## Q8 i Danmark
Q8 Danmark A/S er halvt ejet af KPI og halvt af det svenske OK ekonomiks förening. I 2012 fusionerede virksomheden med OKQ8 Sverige, og de blev slået sammen til et af Skandinaviens største brændstofselskaber under navnet OKQ8 Scandinavia. De to virksomheder arbejder under fælles værdier men under to forskellige varemærker. I Danmark bruges Q8-brandet derfor fortsat.